# Piotr Brzózka
Piotr Brzózka (ur. 14 października 1989 w Rydułtowach) – polski kolarz górski.
Podwójny Wicemistrz Świata MTB 2007 z Fort William w kat. junior i w sztafecie, Mistrz Polski XC w kat. Junior i U23. Triumfator cyklu Grand Prix MTB Czesława Langa 2008. Kolarz zawodowy od roku 2007. Poprzednie ekipy : MTB SILESIA, CCC POLSAT, JBG2 APC Presmet.